# Jean-Claude Libourel
Jean-Claude Libourel est un écrivain français né en 1945.

## Biographie
Né à Alès en 1945 dans une famille d'origine cévenole, de son vrai nom Jean-Claude de Merry, il vit aujourd'hui à Los Angeles où il est designer. En 2005 il se retrouve embarqué dans une affaire judiciaire ayant pour origine un achat de 6 fauteuils d'Eileen Gray.

## Œuvres
- Antonin Maillefer, Robert Laffont, 1997  (ISBN 9782221081310)
- Antonin Maillefer, tome 2 : Les roses d'avril, Robert Laffont, 1998  (ISBN 978-2744111518)
- Antonin Maillefer, tome 3 : Le Secret d'Adélaïde, Robert Laffont, 1999  (ISBN 9782221084748)
- Gustin Plantefigues, Albin Michel, 1999  (ISBN 9782226108821)
- Quand Marie s'appelait Myriam, Albin Michel, 2001  (ISBN 9782226116772)

## Prix et récompenses
- Prix Maison de la Presse en 1996 pour Antonin Maillefer chez Robert Laffont.